# Bartók vonósnégyes

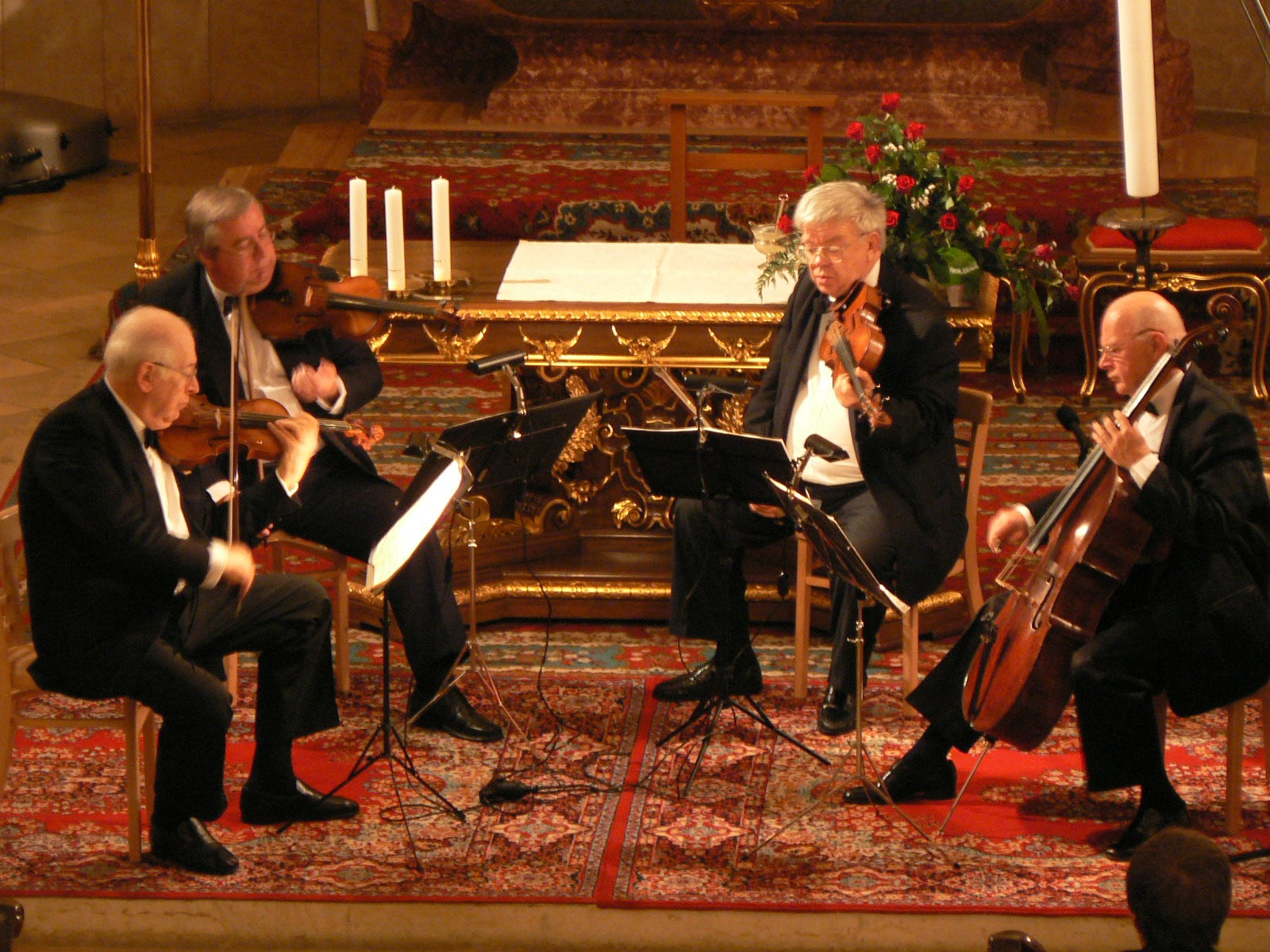
A Bartók vonósnégyes koncertje a solymári katolikus templomban 2009-ben

A Bartók vonósnégyes kétszeres Kossuth-díjas világhírű magyar kvartett.

## Története
A vonósnégyes Komlós vonósnégyes néven, a Zeneakadémia hallgatóiból alakult, 1957 októberében. Primáriusa Komlós Péter hegedűművész volt, tagjai Devich Sándor (hegedű), Németh Géza (brácsa) és Mező László (cselló) voltak. Bartók nevét 1963-ban vették fel, s a nemzetközi zenei élet már így ismerte meg őket, amikor a Liège-i Nemzetközi Vonósnégyes Versenyen első díjat nyertek. Fischer Annie mellett ők voltak az első magyar művészek, akik szabadon, korlátozás nélkül utazhattak bárhová a világon. Ettől kezdődően a világ számtalan hangversenyközpontjának, fesztiváljának szívesen látott vendégei Amerikában, Kanadában, Japánban, Kínában, Ausztráliában, Új-Zélandon. Fesztiválfellépéseik helyszíne volt többek között Adelaide, Ascona, Aix-en-Provence, Dubrovnik, Edinburgh, Helsinki, Luzern, Menton, Prága, Schwetzingen, Spoleto, Velence és Bécs. 1970-ben felléptek az ENSZ Közgyűlés nagytermében, az emberi jogok napján rendezett gálakoncerten. 1973-ban, a Sydney-i Operaház megnyitó ünnepségsorozata keretében három hangversenyt adtak.
A vonósnégyes elismertsége itthon és külföldön egyre emelkedett, a Financial Times kritikusa a világ öt-hat legjobb kvartettje közé tartozónak sorolta őket, és számos díjat, elismerést kaptak: ENSZ-, UNESCO-, IBC-, Bartók–Pásztory-, kétszer Kossuth-díjjal tüntették ki őket (1970: Komlós Péter, Devich Sándor, Németh Géza, Botvay Károly, 1997: Komlós Péter, Hargitai Géza, Németh Géza, Mező László), 2008-ban pedig megkapták a Magyar Köztársasági Érdemrend középkeresztje a csillaggal kitüntetés polgári fokozatát. A hat Bartók-vonósnégyes felvételéért (Erato/EMI) elnyerték az európai kritikusok nagydíját.
Az együttes koncertjein előadta a klasszikus vonósnégyes- és kamarazene-irodalom jelentős részét, kortárs magyar szerzők darabjait is rendszeresen játszották, de a hat Bartók-vonósnégyes mindig is műsoruk súlyponti részét képviselte. A kortárs magyar szerzők közül többen (Bozay Attila, Durkó Zsolt, Láng István, Mihály András, Szokolay Sándor, Petrovics Emil és Lendvay Kamilló) írtak a Bartók vonósnégyes számára dedikált darabokat. A kvartett lemezre vette Beethoven és Bartók összes vonósnégyesét, Brahms összes kamaraművét, Haydn, Mozart, Mendelssohn, Csajkovszkij, Dvořák, Debussy, Ravel és kortárs zeneszerzők számos művét.
A Bartók vonósnégyes felállása:
- első hegedű: Komlós Péter,
- második hegedű: Hargitai Géza,
- mélyhegedű: Németh Géza,
- cselló: Mező László.

## Elismerések
- 1964 – a Liège-i Nemzetközi Vonósnégyes Verseny első díja
- 1964 – Liszt Ferenc-díj
- 1964 – UNESCO-díj
- 1970 – Kossuth-díj
- 1985 –  Bartók–Pásztory-díj
- 2007 – Weiner Leó-díj
- 1997 – Kossuth-díj
- 2008 – A Magyar Köztársasági Érdemrend középkeresztje a csillaggal polgári tagozata
- 2009 – Prima díj